# Shock G
Gregory E. Jacobs pseud. Shock G lub Humpty Hump (ur. 25 sierpnia 1963 w Nowym Jorku, zm. 22 kwietnia 2021 w Tampie) – amerykański raper i muzyk. Zasłynął produkując pierwszy, debiutancki album Tupaca Shakura 2Pacalypse Now. Uznanie zyskał przede wszystkim dzięki stworzeniu grupy Digital Underground.
Dzieciństwo spędził podróżując z rodzicami po wschodnim wybrzeżu USA, ostatecznie osiadając w Tampa na Florydzie. W tym czasie grał na perkusji, zdobywając za to nagrodę w szkolnym konkursie talentów. Po rozwodzie rodziców przeniósł się do Queens w Nowym Jorku, gdzie poznał rozwijającą się dopiero scenę hip-hopową, udzielając się jako perkusista. Po powrocie do Tampa założył wraz z dwoma innymi DJ-ami i czterema MC grupę Master Blasters. Dzięki występom w tym zespole dostał jako Gregory Racker angaż prowadzącego w lokalnej stacji radiowej WTMP. Po zwolnieniu z radia oraz w wyniku konfliktu z ojcem uciekł z domu. W tym czasie uczył się gry na pianinie.
Po powrocie rozpoczął naukę muzyki w miejscowym Community college jednocześnie udzielając się w kilku lokalnych zespołach.
W 1985 przeniósł się do Oakland w Kalifornii.
W 1987 razem z Chopmaster J i Kenny-K założył zespół Digital Underground. W celu rozwoju zespołu Gregory Jacobs stworzył dla siebie kilka alternatywnych ról. Jako Rackadelic projektował okładki płyt, jako Piano Man komponował. Najbardziej charakterystyczną postacią był Humpty Hump – wokalista noszący ekscentryczne stroje i zabawne okulary z wielkim, sztucznym nosem w różnych kolorach.
22 kwietnia 2021 roku został znaleziony martwy w pokoju hotelowym w Tampie.